# Constantin Film

Logotyp.

Constantin Film AG är ett tyskt filmbolag. Constantin Film grundades 1950.
Bernd Eichinger har varit VD och styrelseordförande i bolaget.
Under 2023 ingicks ett "strategiskt partnerskap" med Netflix.

## Produktioner
Ett urval av bolagets filmer.
- Den oändliga historien (1983)
- Rosens namn (1985)
- Resident Evil: Apocalypse (2003)
- Undergången (2004)
- Parfymen: Berättelsen om en mördare (2006)
- Resident Evil: Extinction (2007)
- Der Baader Meinhof Komplex (2008)
- Die Welle (2008)
- We Are The Nigh (2010)